# Рандолф (окръг, Алабама)
Окръг Рандолф (на английски: Randolph County) е окръг в щата Алабама, Съединени американски щати. Площта му е 1513 km², а населението – 21 967 души (1 април 2020). Административен център е град Уидоуий.